# Veertiende Elfstedentocht
De veertiende Elfstedentocht werd op 26 februari 1986, iets meer dan een jaar na de dertiende Elfstedentocht, geschaatst. Evenals in 1985 won Evert van Benthem uit Sint Jansklooster de tocht, ditmaal in een tijd van 6:55:17. Een unicum dat iemand de tocht der tochten twee keer wint was het niet. Coen de Koning en Auke Adema gingen hem voor. Tweede werd Rein Jonker en Robert Kamperman was de verrassende nummer drie. Tineke Dijkshoorn was de snelste bij de vrouwen. Misschien nog wel bekender is dat kroonprins Willem-Alexander de tocht onder de schuilnaam W.A. van Buren voltooide. Pas tijdens de tocht werd bekendgemaakt dat hij meedeed. Bij de finish werd hij opgewacht door zijn trotse ouders.  
De Elfstedentocht 1986 werd verreden onder gunstige weersomstandigheden. Een totaal van 16.999 toerrijders en 317 wedstrijdrijders begonnen aan de tocht, 14.989 kruisjes werden uitgedeeld. Er deden 115 buitenlanders en 862 vrouwen mee. 

## Wedstrijdverloop[2]

### Leeuwarden - Stavoren
Bij een temperatuur van -13°C, een flinke oostenwind en zacht bijgelicht door een bijna volle maan gingen om 05:00 uur ruim 300 wedstrijdrijders vanuit Leeuwarden van start. In de Zwettehaven was Wim Westerveld de eerste die de schaatsen ondergebonden had, waarna hij gevolgd door onder meer Yep Kramer, Evert van Benthem, Teun Busser, Dries van Wijhe en Henri Ruitenberg als eerste met de wind schuin in de rug richting Sneek ging. In de duisternis van Sneek, waar Rein Jonker als eerste stempelde, ging het via IJlst en Sloten naar Stavoren waarbij er naast enkele korte ontsnappingen ook een aantal vroege prominente uitvallers waren, zoals Johan Wardenier (oud houder van het werelduurrecord), Wim Vos en Dries van Wijhe (9e en 10e in de Elfstedentocht van 1985). 

### Stavoren - Franeker
De eerste serieuze ontsnapping ontstond vlak na Stavoren. Bij een opkomende zon en onder een onbewolkte blauwe hemel, maar nog steeds bij strenge vorst, reden Jan Kooiman en Marten Hoekstra weg uit het peloton, en kregen gezelschap van Wout de Vries en Hans Bouma. Dit viertal nam een voorsprong van ongeveer 5 minuten en kwam in Hindeloopen, Workum, Bolsward en Harlingen als eerste door. Vlak voor Franeker wisten zes achtervolgers aan te sluiten bij de vier koplopers: Albert Bakker, Douwe de Boer, Evert van Benthem, Rein Jonker, Robert Kamperman en Nanne Semplonius.

### Franeker - Dokkum
Doordat eerst Douwe de Boer en vervolgens Marten Hoekstra en Wout de Vries moesten lossen in de tegenwind richting Berlikum en Bartlehiem, dunde de groep uit tot zeven koplopers: Albert Bakker, Evert van Benthem, Hans Bouma, Rein Jonker, Robert Kamperman, Jan Kooiman en Nanne Semplonius. De samenwerking in de groep liep aanvankelijk niet goed, waarna Evert van Benthem ontsnapte en ongeveer een minuut voorsprong pakte. Op het slechte ijs van de Dokkumer Ee slonk die voorsprong echter weer, waarna hij zich liet terugzakken naar de zes achtervolgers. Vervolgens lukte het Rein Jonker weg te schaatsen en hij wist al snel een serieus gat te slaan. Alleen Evert van Benthem kon hem achterhalen, en als tweetal koersten ze af op Dokkum. Net ten zuiden van Dokkum kwam Rein Jonker in een van de vele scheuren ten val, waarbij hij in aanraking kwam met een camerawagen. Jonker kon doorschaatsen en nadat Van Benthem iets had ingehouden, herenigde het duo zich en stempelde eerst Jonker en direct daarna Van Benthem af in Dokkum, met een voorsprong van ca. 20 seconden op hun vijf achtervolgers.

### Dokkum - Leeuwarden
Door de goede samenwerking tussen Van Benthem en Jonker op de terugweg op de Dokkumer Ee richting Bartlehiem groeide de voorsprong snel. De groep erachter viel bovendien uiteen. Van de vijf achtervolgers losten vlak na Dokkum eerst Hans Bouma en Jan Kooiman, waarna halverwege Dokkum en Bartlehiem de verrassende 39-jarige Robert Kamperman (die pas twee jaar eerder serieus met schaatsen was begonnen) weg wist te schaatsen van Albert Bakker en Nanne Semplonius. Omdat de versnelling van Kamperman te laat kwam, kwamen Van Benthem en Jonker samen met ca. 40 seconden voorsprong aan in Bartlehiem en werd duidelijk dat zij om de winst zouden strijden. Met nog 7 kilometer te gaan plaatste Van Benthem vlak voor de passage van Oudkerk een versnelling waarop de moegestreden Rein Jonker het antwoord schuldig moest blijven. Na 6:55:17 uur kwam Evert van Benthem solo op de Bonkevaart over de finish. Rein Jonker volgde eervol als 2e op 1:07 minuten en Robert Kamperman kwam op 1:30 als 3e over de streep.

## Uitslag mannen
| Positie | Naam                 | Woonplaats        | Tijd    |
| ------- | -------------------- | ----------------- | ------- |
| 1       | Evert van Benthem    | Sint Jansklooster | 6:55:17 |
| 2       | Rein Jonker          | Wijtgaard         | 6:56:24 |
| 3       | Robert Kamperman     | Almere            | 6:56:47 |
| 4       | Nanne Semplonius     | Lemmer            | 6:58:30 |
| 5       | Albert Bakker        | Groningen         | 6:58:34 |
| 6       | Jan Kooiman          | Ammerstol         | 6:59:45 |
| 7       | Hans Bouma           | Dronten           | 6:59:45 |
| 8       | Hilbert van der Duim | Heerenveen        | 7:04:23 |
| 9       | Henri Ruitenberg     | Oldebroek         | 7:04:25 |
| 10      | Andries Kasper       | Driel             | 7:04:25 |

## Uitslag vrouwen
| Positie | Naam                        | Woonplaats  | Tijd    |
| ------- | --------------------------- | ----------- | ------- |
| 1       | Tineke Dijkshoorn-Olsthoorn | Schipluiden | 7:55:30 |
| 2       | Betty Westerveld            | Eemnes      | 7:57:12 |
| 3       | Lenie van der Hoorn         | Ter Aar     | 8:11:38 |